# Fokker E.I
Fokker E.I byl německý jednomístný jednomotorový jednoplošný stíhací letoun z období první světové války.

## Vznik
V dubnu 1915 byl za německými liniemi nucen nouzově přistát Roland Garros se svým letounem Morane-Saulnier N. Tento letoun byl vyzbrojen kulometem, který střílel okruhem točící se vrtule opatřené ocelovými klíny, aby nedošlo k jejímu poškození. Po prozkoumáni letounu německé letectvo pověřilo konstruktéra A. H. G. Fokkera vypracováním letounu podobných vlastností a výzbroje.
Pro tento účel byl upraven jednoplošník M-5 K, ovšem místo jednoduchého systému ocelových klínů na vrtuli vyvinuli konstruktéři Leinberger a Lübbe synchronizační zařízení, které sladilo výstřel kulometu tak, že střela opustila hlaveň, až když vrtulový list opustil její ústí.
První prototyp M-5 K/MG byl vyzbrojen kulometem Parabellum umístěným před pilotem nad motorovým krytem. Po další úpravě a osazení kulometem Spandau LMG 08/15 ráže 7,92 mm byl pod označením E-I dodán na frontu.

## Popis konstrukce
Konstrukce byla smíšená. Kostra trupu, svařená z ocelových trubek, byla potažená plátěným potahem, u motoru hliníkovým. Křídlo mělo dvounosníkovou dřevěnou kostru potaženou plátnem a bylo bez křidélek, která nahrazovalo zakřivování konců křídla. Vodorovné ocasní plochy a také svislá ocasní plocha neměly pevné plošky, ale pouze kormidla.
E.I byl poháněn rotačním motorem Oberursel U.0 o výkonu 85 k. Vrtule byla dvoulistá, dřevěná; podvozek pevný, ostruhový.

## Vývoj
Dalšími úpravami vznikl typ E.II pod továrním označením M-14 s motorem Oberursel U.I o výkonu 100 k a především zdokonalený Fokker E.III. Poslední verze Fokker E.IV byla poháněna motorem Oberursel U.III o výkonu 160 k a byla vyzbrojena třemi kulomety Spandau LMG 08/15 ráže 7,92 mm.
Na letounech řady E létala německá letecká esa jako Max Immelmann, Oswald Boelcke a jiní.

## Specifikace (E.I)

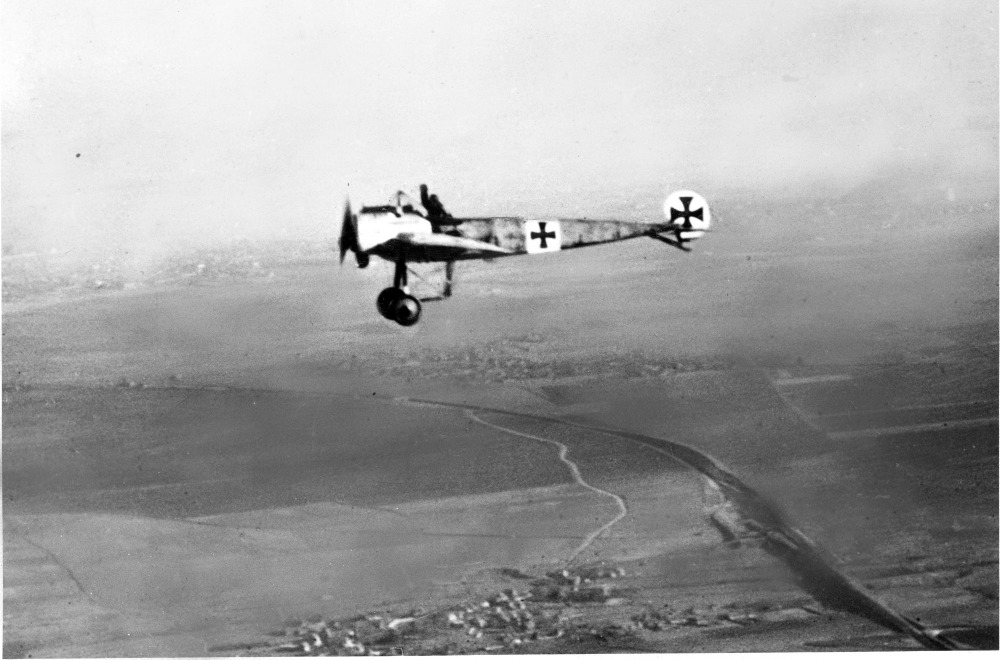
Fokker E.I

Údaje dle

### Technické údaje
- Osádka: 1
- Rozpětí: 9,5 m
- Délka: 7,2 m
- Výška: 2,4 m
- Hmotnost prázdného letounu: 400 kg
- Vzletová hmotnost: 610 kg
- Pohonná jednotka: 1 × sedmiválcový vzduchem chlazený rotační motor Oberursel U.0
- Výkon pohonné jednotky: 80 hp (60 kW)

### Výkony
- Maximální rychlost: 140 km/h
- Vytrvalost: 1,5 hod.
- Výstup na výšku 3000 m: 28 min.
- Dostup: 3650 m

### Výzbroj
- 1 × synchronizovaný kulomet LMG 14 nebo LMG 08[3] ráže 7,92 mm